# ميتوس جيرفي
ميتوس جيرفي هي بحيرة متوسطة الحجم تقع في منطقة مستجمعات المياه الرئيسية باتسجوكي في منطقة إقليم لابي (فنلندا) في فنلندا. بحيرة أحياء قليلة التغذية.